# Jacqueline Ada
Jacqueline Claude Ada (* 27. August 1994 in Assok, Sud) ist eine kamerunische Fußballspielerin.

## Karriere

### Verein
Ada begann ihre Karriere für Femina FC d'Ebolowa und wechselte nach den Olympischen Sommerspielen 2012 in London, zum nigerianischen Erstligisten Bayelsa Queens.

### Nationalmannschaft
Ada gehört seit 2012 zum Nationalteam von Kamerun und stand im vorläufigen Kader für die olympischen Sommerspiele 2012 in London. Dort schaffte sie es aber nicht in den endgültigen Kader und nahm stattdessen für Kamerun im Oktober 2012 am Coupe d’Afrique des nations féminine de football teil. Sie nahm zudem 2008 als Mannschaftskapitän an der Qualifikation zur FIFA U-17 Fußballweltmeisterschaft teil.